# جبل سابل
جبل سابل هو جبل عملاق معروف ضمن سلاسل جبال رمان الأسمر ، يقع في منطقة الثنية إلى الجنوب من قرية الحامرية جنوب مدينة حائل بنحو 65 كم.